# António Ribeiro Telles
António de Jesus de Castro Palha Ribeiro Telles (Vila Franca de Xira, 14 de maio de 1963) é um cavaleiro tauromáquico português.
Teve como principais mestres o seu pai, cavaleiro David Ribeiro Telles, e o notável mestre de equitação Nuno Oliveira. 
Estreou-se em público com 12 anos de idade, na praça de Salvaterra de Magos, a 12 de abril de 1975.
A 9 de setembro de 1979, em Vila Viçosa, prestou provas para cavaleiro praticante em, lidando um novilho da ganadaria Simão Malta. 
Viria a tomar a alternativa na Monumental do Campo Pequeno, a 21 de junho de 1983, tendo como padrinho David Ribeiro Telles, e como testemunha João Palha Ribeiro Telles, seu irmão mais velho, participando também o novilheiro José Alexandre. Lidaram-se toiros das ganadarias Ribeiro Telles e Herdade de Camarate. 
Intérprete do toureio clássico, mas com um estilo muito próprio na execução das sortes, que combina a pureza dos movimentos com o domínio dos touros, António Ribeiro Telles andou pelas principais praças de Portugal continental e ilhas, Espanha e França, mas também se exibiu na Colômbia, no México, nos Estados Unidos e em Macau.
Debutou em Las Ventas, Madrid, a 19 de março de 1986, frente a toiros de José Infante da Câmara.
Entre os triunfos que obteve durante a sua carreira, assinale-se a atuação antológica que realizou no Campo Pequeno, na noite de 18 de agosto de 1988, compartindo cartel com Luís Miguel da Veiga e com João Moura, lidando toiros de Ernesto de Castro, os dois indultados; e o triunfo na praça de Ronda, Andaluzia, a 8 de setembro de 1996, cortando orelhas, ao lado de Pablo Hermoso de Mendoza. 
Em 2009, por ocasião dos 25 anos sobre a sua passagem a cavaleiro profissional, viu apresentada uma fotobiografia sua, intitulada António Ribeiro Telles - 25 anos de alternativa, cuja apresentação oficial decorreu a 22 de Maio desse ano, no Cinema São Jorge, em Lisboa. 
A 8 de outubro de 2013, para assinalar os seus 30 anos de alternativa, encerrou-se na lide em solitário de seis toiros, de diferentes ganadarias (cinco portuguesas: Pinto Barreiros, David Ribeiro Telles, Vale Sorraia, Murteira Grave e Passanha, e uma espanhola: Victorino Martín), na Centenária Palha Blanco, em Vila Franca de Xira. 
Já em 1991, na praça de Almeirim, lidara a solo seis toiros de Pinto Barreiros. 
Em 2015, em Coruche, na tradicional corrida de 17 de agosto, lidou o seu 100.º toiro Murteira Grave. 
Em 10 de outubro de 2019 realizou a sua 100.º atuação na Monumental do Campo Pequeno, na corrida de gala à antiga portuguesa, com touros de Brito Paes, com a qual a praça lisboeta encerrou a temporada desse ano. 
Na tarde de 15 de agosto de 2021, sofreu uma das mais violentas colhidas da sua carreira, que lhe causou um traumatismo craniano e uma paragem cardiorrespiratória. Foi então internado no Hospital do Espírito Santo, em Évora, onde permaneceu alguns dias em coma induzido.
É bisneto de David Luizello Godinho, destacado cavaleiro tauromáquico amador de princípios do século XX; filho de David Ribeiro Telles, irmão de João Palha Ribeiro Telles, tio de Manuel Ribeiro Telles Bastos, de João Ribeiro Telles Júnior e de Tristão Ribeiro Telles Queiroz, todos cavaleiros de alternativa; tio de António Ribeiro Telles Bastos, bandarilheiro de alternativa; pai de António Ribeiro Telles, Filho, igualmente cavaleiro de alternativa — alternativa por si concedida, no Campo Pequeno, numa noturna realizada a 15 de julho de 2023.  